# Vriesea fidelensis
Vriesea fidelensis är en gräsväxtart som beskrevs av Elton Martinez Carvalho Leme. Vriesea fidelensis ingår i släktet Vriesea och familjen Bromeliaceae. Inga underarter finns listade i Catalogue of Life.